# Ratlám
Ratlám (hindsky रतलाम) je město v Madhjapradéši, jednom z indických svazových států. Žije v něm bezmála 280 tisíc obyvatel.

## Poloha
Ratlám leží v západní části Madhjapradéše nedaleko hranice s Rádžasthánem v oblasti Málva. Od Bhópálu, hlavního města Madhjapradéše, je po silnicích vzdálen bezmála 300 kilometrů západně, od Ahmadábádu, hlavního města Gudžarátu, je vzdálen 350 kilometrů východně, od Udajpuru v Rádžasthánu je vzdálen přibližně 250 kilometrů jihovýchodně. 

## Obyvatelstvo
Nejvyznávanějším náboženstvím je hinduismus (67 %), dále islám (24 %) a džinismus (6 %). Nejpoužívanější řečí je hindština.